# Biblioteca Nikolaj Gogol
La biblioteca centrale di Novokuzneck fu fondata nel 1921, e inizialmente prese il nome dallo scrittore russo Fëdor Dostoevskij. Nel 1929 quando i libri di Dostoevskij furono censurati dai bolscevichi come libri contrari al regime sovietico, la biblioteca cambiò nome, diventando Biblioteca Nikolaj Gogol, dallo scrittore russo Nikolaj Vasil'evič Gogol'. La popolazione locale chiama la biblioteca Gogolevka.
Negli anni venti la biblioteca aveva la propria sede nella carrozza di un treno dove venivano portati i libri e i giornali.
Alla fine del 1929 il numero dei volumi nella biblioteca raggiunse i 10 000 volumi.
Nel 1931 per catalogare i testi furono inviate a Novokuzneck quattro donne del komsomol (l'Unione comunista della gioventù) tra cui Sonya Citrina (primo direttore della biblioteca), Maria Yudenko e Nina Melkisheva (prime bibliotecarie professionali di Novokuznetsk). Nel 1932 la biblioteca di Novokuznetsk raggiunse i 30 000 volumi e venne aperta la sala di lettura. Nel 1939 il numero dei testi ospitati raggiunse quota 50 000, spingendo l'istituto al trasferimento in un nuovo edificio.
Durante la seconda guerra mondiale la biblioteca venne abbandonata e ritrovò una vera sede solo nel 1972.
Attualmente la biblioteca dispone di 17 filiali specializzate, 400 riviste e 100 giornali dal periodo sovietico, e più di un milione di volumi in varie lingue del mondo.